# ГЕС Каррапатело
ГЕС Каррапатело (порт. Barragem do Carrapatelo) — гідроелектростанція на півночі Португалії. Знаходячись між ГЕС Регуа та ГЕС Крестума-Левер, входить до складу каскаду на Дору (найбільша за водозбірним басейном річка на північному заході Піренейського півострова, що впадає в Атлантичний океан біля Порту).
При спорудженні станції річку перекрили бетонною гравітаційною греблею висотою 57 метрів та довжиною 400 метрів, на спорудження якої пішло 190 тис. м3 матеріалу. Вона утримує водосховище із площею поверхні 9,5 км2 та об'ємом 148 млн м3 (корисний об'єм 9 млн м3).
Машинний зал станції обладнано трьома турбінами типу Каплан потужністю по 63,4 МВт, які при напорі від 20 до 37 метрів забезпечують виробництво 806 млн кВт·год електроенергії на рік.
Зв'язок з енергосистемою здійснюється по ЛЕП, що працює під напругою 235 кВ.